# Channa micropeltes
Channa micropeltes är en fiskart som först beskrevs av Cuvier, 1831.  Channa micropeltes ingår i släktet Channa och familjen Channidae. IUCN kategoriserar arten globalt som livskraftig. Inga underarter finns listade i Catalogue of Life.